# IC 2694/2
IC 2694/2 је галаксија у сазвијежђу Лав која се налази на листи објеката дубоког неба у Индекс каталогу.
Деклинација објекта је + 13° 22' 33" а ректасцензија 11h 17m 39,4s. Привидна величина (магнитуда) објекта IC 2694 износи 15,0 а фотографска магнитуда 16,0. IC 26942 је још познат и под ознакама CGCG 67-50.